# Изложба „Скулптура у слободном простору” (1957)
Изложба „Скулптура у слободном простору” се одржала у периоду од 22. до 31. августа 1957. године у Пионирском парку.

## Излагачи
1. Борис Анастасијевић
2. Милан Бесарабић
3. Милан Верговић
4. Матија Вуковић
5. Ангелина Гаталица
6. Анте Гржетић
7. Олга Ивањицки
8. Никола Јанковић
9. Илија Коларовић
10. Милован Крстић
11. Мирјана Кулунџић Летица
12. Франо Менегело Динчић
13. Петар Палавичини
14. Сава Сандић
15. Славољуб Станковић
16. Ристо Стијовић
17. Војин Стојић